# Trzęsienie ziemi w Damghan
Trzęsienie ziemi w Damghan – silne trzęsienie ziemi o magnitudzie 7,9 z epicentrum w Damghan, które nawiedziło Iran 22 grudnia 856 roku. 
Według United States Geological Survey to szóste najtragiczniejsze trzęsienie ziemi w historii pod względem ofiar śmiertelnych. 

## Historia
Wstrząsy były odczuwalne w wielu miastach, m.in. w Ahvanu, Astan, Tash, Bastam, Shahrud, Szahr-e Ghumes.